# Beatriz Ramírez de la Fuente
Beatriz Ramírez de la Fuente (Ciudad de México, 6 de febrero de 1929 - ibídem, 20 de junio de 2005) fue una académica, investigadora e historiadora mexicana.

## Estudios y docencia
Cursó, con mención honorífica, estudios de licenciatura, maestría y doctorado en historia, en el Colegio de Historia de la Facultad de Filosofía y Letras de la Universidad Nacional Autónoma de México (UNAM).
En 1959 comenzó a impartir cursos de posgrado de Historia del Arte en la Universidad Iberoamericana (UIA) en la cual llegó a ser profesora titular hasta 1970. Dio cursos de Estudios Mesoamericanos en la Facultad de Filosofía y Letras de la UNAM. 
Fue directora de la Escuela de Historia del Arte de la Universidad Iberoamericana de 1963 a 1970. Fue directora del Instituto de Investigaciones Estéticas de la UNAM de 1980 a 1986.

## Académica
Miembro de número de la Academia de Artes de México. Fue la primera mujer en pertenecer como miembro a El Colegio Nacional, ingresó el 7 de mayo de 1985. Miembro del Buró Directivo del Comité Internacional d'Histoire de l'Art de 1979 a 1996. Fue miembro de la Academia Mexicana de la Historia de 1999 a 2005, ocupó el sillón 12. Investigadora emérita del Instituto de Investigaciones Estéticas de la UNAM.

## Campos de investigación
Sus investigaciones tuvieron como eje principal el estudio de las manifestaciones artísticas de la época prehispánica siendo especialista en la cultura olmeca y en los murales de la época prehispánica, interés que la llevó a fundar y dirigir desde 1990 el proyecto «La pintura mural prehispánica» en México, a raíz de lo cual, publicó varios libros como coordinadora y diversos artículos.

## Algunas publicaciones
- La escultura de Palenque
- Escultura monumental olmeca
- Escultura huasteca en piedra
- Escultura en piedra de Tula
- Los hombres de piedra
- Arte prehispánico funerario
- Peldaños en conciencia
- El hombre en la plástica maya
- Muros que hablan
- La pintura mural prehispánica en México: Teotihuacán, Área Maya, Bonampak, Oaxaca

## Reconocimientos y distinciones
- Investigadora Nacional Nivel III de 1985 a 1996, en que se le nombró Investigadora Emérita, Sistema Nacional de Investigadores.
- Premio Nacional de Ciencia y Artes en el campo III de Historia, Ciencias Sociales y Filosofía, en 1989.[6]
- Cátedra Patrimonial de Excelencia Nivel I, nombramiento de Conacyt a partir de 1994.
- Investigadora Emérita del Instituto de Investigaciones Estéticas (Universidad Nacional Autónoma de México) desde 1995.
- Miembro de la Junta de Gobierno de la UNAM de 1995 a 2000.
- El Museo Peabody de Arqueología y Etnología de la Universidad de Harvard le entregó, de manera póstuma, el Premio Tatiana Proskouriakoff; se convirtió así en la primera mexicana en recibir ese reconocimiento.
- Su nombre fue dedicado al Museo de Murales Teotihuacanos en la zona arqueológica de Teotihuacán.[7]
- La biblioteca del Instituto de Investigaciones Estéticas en su sede de Oaxaca está formada por su colección particular y actualmente lleva su nombre.

## Vida personal
Fue esposa del doctor Ramón de la Fuente, de quien tomó su apellido. Su hijo es Juan Ramón de la Fuente, médico psiquiatra, académico, político y exrector de la Universidad Nacional Autónoma de México (UNAM) .
Falleció en la Ciudad de México el 20 de junio de 2005.